# Bracon subacaudatus
Bracon subacaudatus är en stekelart som beskrevs av Granger 1949. Bracon subacaudatus ingår i släktet Bracon och familjen bracksteklar. Inga underarter finns listade.